# Ziggy Marley and the Melody Makers
Gli Ziggy Marley and the Melody Makers sono stati un gruppo reggae giamaicano fondato da quattro figli di Bob e Rita Marley.

## Storia[2]
Il gruppo nasce nel 1979 da una precedente richiesta del padre. Inizialmente Ziggy era visto come frontman del gruppo, anche se Stephen partecipava alla stesura dei testi e vestiva la stessa importanza del fratello maggiore nel gruppo. Il primo singolo si chiama Children Playing in the Streets, risale al 1979, ed è scritto da Bob Marley, e verrà cantato da Ziggy e Stephen al funerale del padre, nel 1981. Il secondo singolo è What a Plot, prodotto dalla Tuff Gong, che suonano al Reggae Sunsplash. Nel 1984 i quattro collaborano con un produttore britannico, Steve Levine, che li porterà a produrre il primo album, Play the Game Right. Nel 1986 arriva il secondo album, Hey World!, in cui Stephen si fa notare affiancandosi a Ziggy come leader del gruppo. Dopo l'album il gruppo parte per il primo tour, accompagnato da Nadine Sutherland e dalle I-Threes.
Nel 1988 il gruppo ha già ottenuto una buona popolarità, e si chiude in studio con Tina Weymouth e Chris Frantz dei Talking Heads pre registrare il nuovo album, Conscious Party, che vince il Grammy Award come Miglior album reggae; il singolo Tomorrow People è una grande hit. Nel 1989 viene pubblicato One Bright Day, che vince ancora il Grammy e si posiziona al 26º posto nella classifica statunitense. L'anno successivo i quattro pubblicano Jahmekya, che però non ottiene un buon successo, viene nominato ai Grammy Awards ma vince Time Will Tell - a Tribute to Bob Marley di Bunny Wailer ed il singolo Good Time passa praticamente inosservato.

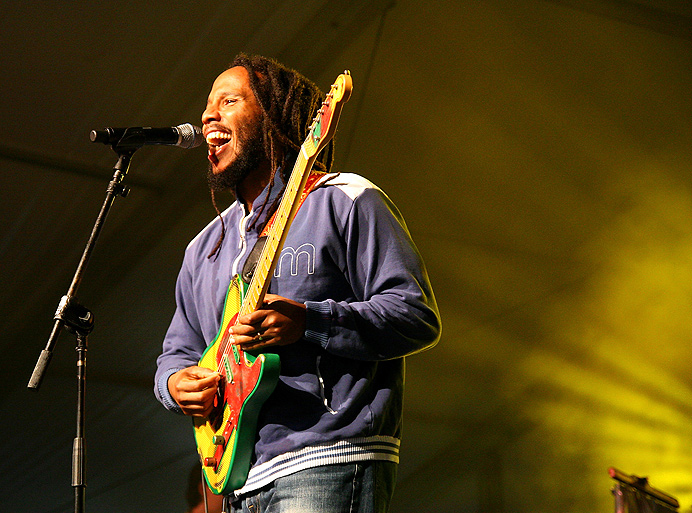
Ziggy Marley.

Il gruppo decide allora di cambiare direzione, tornando al roots classico, e viene accompagnato in studio da Aston Barrett, già bassista dei Wailers, per realizzare Joy & Blues: Ghetto Youths United che verrà pubblicato nel 1993 per la Virgin Records. L'etichetta realizza la prima raccolta, The Best of: 1988-1993, che contiene 17 singoli del passato. Successivamente i Melody Makers fondano l'etichetta Ghetto Youth United, in collaborazione con Elektra Entertainment con cui pubblicano nel 1995 Free Like We Want 2 B, un album più R'n'B. Due anni dopo esce Fallen is Babylon, un album che mescola R'n'B e raggamuffin, che li porta a vincere un altro Grammy Awards. Nel 1998 tornano al Reggae Sunsplash e, prima dell'arrivo del nuovo millennio, pubblicano Spirit of Music. L'ultimo lavoro è Ziggy Marley & the Melody Makers Live Vol. 1, pubblicato nel 2000. Il gruppo si scioglie ufficialmente nel 2002.

## Ultima formazione
- Ziggy Marley - voce, chitarra
- Stephen Marley - voce, chitarra, percussioni
- Cedella Marley - voce
- Sharon Marley - voce

## Discografia

### Album in studio
- 1979 - Children Playing
- 1985 - Play the Game Right
- 1986 - Hey World!
- 1988 - Conscious Party
- 1989 - One Bright Day
- 1991 - Jahmekya
- 1993 - Joy and Blues
- 1995 - Free Like We Want 2 B
- 1996 - Muppet Treasure Island
- 1997 - Fallen Is Babylon
- 1999 - Spirit of Music

### Live
- 2000 - Live Vol. 1

### Raccolte
- 1988 - Time Has Come: The Best of Ziggy Marley and the Melody Makers
- 1997 - The Best of (1988-1993)

## Nominations e premi
| Grammy Awards |                      |                       |                 |
| Anno          | Categoria            | Album                 | Risultato       |
| 1986          | Miglior album Raggae | Play the Game Right   | Candidato/a     |
| 1989          | Miglior album Raggae | Conscious Party       | Vincitore/trice |
| 1990          | Miglior album Raggae | One Bright Day        | Vincitore/trice |
| 1992          | Miglior album Raggae | Jahmekya              | Candidato/a     |
| 1994          | Miglior album Raggae | Joy and Blues         | Candidato/a     |
| 1996          | Miglior album Raggae | Free Like We Want 2 B | Candidato/a     |
| 1998          | Miglior album Raggae | Fallen Is Babylon     | Vincitore/trice |

## Apparizioni in Film/Televisione
- 1991: Sesame Street
- 1995: The Reggae Movie
- 1995: Otto sotto un tetto - Ep. 7x05 Non è mai troppo tardi (Walking My Baby Back Home)
- 1996: Arthur (theme song)
- 2008: Africa Unite: A Celebration of Bob Marley's 60th Birthday
- 2012: Marley